# Kopplungsfunktion
In der Statistik und dort insbesondere in verallgemeinerten linearen Modellen ist eine Kopplungsfunktion, auch Linkfunktion, Verknüpfungsfunktion, oder Verbindungsfunktion genannt, eine Funktion {\displaystyle g(\cdot )}, die die durch den linearen Prädiktor {\displaystyle \eta _{i}=\mathbf {x} _{i}^{\top }{\boldsymbol {\beta }}} beschriebene systematische Komponente und die durch den Erwartungswert der Antwortvariablen {\displaystyle \mu =\operatorname {E} (Y_{i})} beschriebene stochastische Komponente der Verteilung von {\displaystyle Y_{i}} in der Art koppelt, dass: {\displaystyle g(\mu )=\eta _{i}}. Es gibt viele häufig verwendete Kopplungsfunktionen, und ihre Auswahl hängt von mehreren Überlegungen ab. Jede Exponentialfamilie besitzt eine eindeutige kanonische (natürliche) Kopplungsfunktion, die gegeben ist durch {\displaystyle \eta _{i}=\mathbf {x} _{i}^{\top }{\boldsymbol {\beta }}}. Die Kopplungsfunktion ist oft nichtlinear.

## Definition
Diese Funktion koppelt die stochastische mit der systematischen Komponente durch eine Transformation des Erwartungswertes {\displaystyle \mu =\operatorname {E} (Y_{i})}. Die Funktion {\displaystyle g(\cdot ):\mathbb {R} \rightarrow \mathbb {R} } wird Kopplungsfunktion genannt. Sie wird als monoton und differenzierbar vorausgesetzt. Es gilt
{\displaystyle g(\mu )=\eta _{i}=\sum \nolimits _{j=0}^{k}x_{ij}\beta _{j}=\mathbf {x} _{i}^{\top }{\boldsymbol {\beta }}\quad i=1,\ldots ,n}.
Aus dieser Darstellung erkennt man, dass der Erwartungswert {\displaystyle \mu _{i}} der {\displaystyle i}-ten Beobachtung von festen, aber unbekannten Regressionsparametern {\displaystyle \beta _{0},\beta _{1},\beta _{2},\ldots ,\beta _{k}} abhängt.
Eine Kopplungsfunktion wird kanonisch genannt, falls für alle {\displaystyle i=1,\ldots ,n} der lineare Prädiktor mit dem Verteilungsparameter zusammenfällt {\displaystyle \eta _{i}=\theta _{i}}. Mit anderen Worten wird bei der kanonischen Kopplungsfunktion die Kopplungsfunktion über {\displaystyle g(\mu )=\theta } definiert, indem der natürliche Parameter {\displaystyle \theta } in Bezug auf {\displaystyle \mu } ausgedrückt wird.
Beispiel
Wählt man für die Kopplungsfunktion den natürlichen Logarithmus {\displaystyle g=\ln }, dann ergeben sich stets positive Erwartungswerte: {\displaystyle \mu =\exp \left(\mathbf {x} _{i}^{\top }{\boldsymbol {\beta }}\right)}.

## Beispiele für unterschiedliche Kopplungsfunktionen
Wählt man als Kopplungsfunktion die Logit-Transformation {\displaystyle \log \left(\operatorname {odds} (\cdot )\right)} für den Erwartungswert {\displaystyle \mu =\operatorname {E} (Y_{i})} der Antwortvariablen, so erhält man das logistische Regressionsmodell
{\displaystyle \log \left({\frac {\mu }{1-\mu }}\right)=\beta _{0}+x_{i1}\beta _{1}+x_{i2}\beta _{2}+\dotsc +x_{ik}\beta _{k}}.
Bei Wahl der Umkehrfunktion der Verteilungsfunktion der Normalverteilung {\displaystyle \Phi ^{-1}(\cdot )} als Kopplungsfunktion erhält man das Probit-Modell
{\displaystyle \Phi ^{-1}(\mu )=\beta _{0}+x_{i1}\beta _{1}+x_{i2}\beta _{2}+\dotsc +x_{ik}\beta _{k}}.

## Kanonische (natürliche) Kopplungsfunktion
Eine besondere Rolle unter den Kopplungsfunktionen spielt die kanonische Kopplungsfunktion. Sie transformiert den Erwartungswert von {\displaystyle Y_{i}} auf den reellwertigen (unbekannten) Verteilungsparameter {\displaystyle \theta _{i}} der Dichte, den sogenannten kanonischen (natürlichen) Parameter. Jede Exponentialfamilie besitzt eine eindeutige kanonische (natürliche) Kopplungsfunktion. Die kanonische Kopplungsfunktion ist bis auf die Forderung, dass sie invertierbar sein sollte grundsätzlich beliebig wählbar. Sie ist definiert durch: {\displaystyle g(\mu )\colon ={b^{\prime }}^{-1}(\mu )}, wobei {\displaystyle {b^{\prime }}^{-1}(\cdot )} eine (bekannte) zweifach differenzierbare Funktion darstellt (siehe Exponentialfamilie). Aus der Tatsache, dass {\displaystyle \operatorname {E} (Y_{i})=g^{-1}(\eta _{i})} und {\displaystyle \operatorname {E} (Y_{i})=b^{\prime }(\theta _{i})} gilt, folgt, dass {\displaystyle g(\mu )\colon ={b^{\prime }}^{-1}(b^{\prime }(\theta _{i}))=\theta _{i}=\eta _{i}}. Somit fallen bei der Verwendung der kanonischen Kopplungsfunktion der lineare Prädiktor {\displaystyle \eta _{i}=\mathbf {x} _{i}^{\top }{\boldsymbol {\beta }}} und der Verteilungsparameter {\displaystyle \theta _{i}} zusammen. Im Allgemeinen vereinfachen sich die Schätzer bei Verwendung der kanonischen Kopplungsfunktion stark. Eine wichtige Eigenschaft der durch {\displaystyle g={b^{\prime }}^{-1}} definierten kanonischen Kopplungsfunktion ist, dass sie mit einem Faktor {\displaystyle c\in \mathbb {R} } skaliert werden kann, ohne dass sie die Eigenschaft verliert mit dem linearen Prädiktor zusammenzufallen:
{\displaystyle c\cdot g(\mu )={\tilde {\eta }}_{i}=\mathbf {x} _{i}^{\top }{\tilde {\boldsymbol {\beta }}}\Rightarrow \theta _{i}=\mathbf {x} _{i}^{\top }{\tilde {\boldsymbol {\beta }}}},
wobei {\displaystyle {\tilde {\boldsymbol {\beta }}}} einen unbekannten skalierten Parametervektor {\displaystyle {\tilde {\boldsymbol {\beta }}}=({\tilde {\beta }}_{0},{\tilde {\beta }}_{1},\ldots ,{\tilde {\beta }}_{k})^{\top }} und {\displaystyle \mathbf {x} _{i}^{\top }} die zur i-ten Beobachtung gehörige Zeile der Versuchsplanmatrix darstellt.

## Verbindung zum klassischen linearen Modell
Wählt man als Kopplungsfunktion die Identitätsfunktion {\displaystyle g(\mu )=\mu }, so erhält man die Gleichung des klassischen linearen Modells {\displaystyle \mu =\mathbf {x} _{i}^{\top }{\boldsymbol {\beta }}}.

## Antwortfunktion
Insbesondere in verallgemeinerten linearen Modellen wird die Inverse der Kopplungsfunktion
{\displaystyle \mu =h(\eta )} mit {\displaystyle h=g^{-1}}
Antwortfunktion, oder auch Responsefunktion (englisch response function) genannt. Die Antwortfunktion überführt die Linearkombination der erklärenden Variablen in den (bedingten) Erwartungswert {\displaystyle \mu =\operatorname {E} (Y_{i})}.
Geeignete Antwortfunktionen sind alle Verteilungsfunktionen stetiger Zufallsvariablen, z. B. die der Standardnormalverteilung oder die der logistischen Verteilung.

## Anwendung
Mit einer Kopplungsfunktion werden die Wahrscheinlichkeiten der Stufen einer kategorialen Antwortfunktion in eine unbegrenzte stetige Skala transformiert. Sobald die Transformation abgeschlossen ist, kann die Beziehung zwischen den Prädiktoren und der Antwortfunktion mit der nichtlinearen Regression modelliert werden. Eine binäre Antwortfunktion kann beispielsweise zwei eindeutige Werte aufweisen. Werden diese Werte in Wahrscheinlichkeiten konvertiert, reicht die Antwortvariable von 0 bis 1. Aus einem linearen Zusammenhang wird durch die Log-Kopplungsfunktion ein exponentieller und durch die Logit-Kopplungsfunktion ein sigmoidaler.